# Гель-ефект
Гель-ефект (англ. gel effect) — стрімке збільшення швидкості радикальної полімеризації при досягненні певної концентрації утвореного полімеру. Основною причиною є зменшення швидкості обриву ланцюга внаслідок утруднення дифузії високомолекулярних радикалів — носіїв ланцюга.